# Яхтенная (платформа)
Я́хтенная — платформа Сестрорецкого направления Октябрьской железной дороги на северо-западе Санкт-Петербурга (Приморский район), в начале Приморского шоссе в створе Яхтенной улицы (отсюда название).
Платформа расположена на однопутном участке между платформой Старая Деревня и станцией Лахта, с южной стороны пути. От платформы к Приморскому шоссе идёт тропа. На платформе останавливаются все электропоезда, проходящие через неё. Рядом с платформой находится билетная касса.
На месте современного остановочного пункта в 1894 — 1922 годах находился разъезд Дамба Приморской Санкт-Петербург-Сестрорецкой железной дороги. Разъезд был устроен для технических целей (пропуск поездов, следовавших во встречном направлении по Лахтинской дамбе), посадка и высадка пассажиров на нём не производилась.
В новое время платформа была устроена в 1998 году в связи с активным жилым строительством в районе. До февраля 1999 года носила наименование «13-й км».

## Фотогалерея

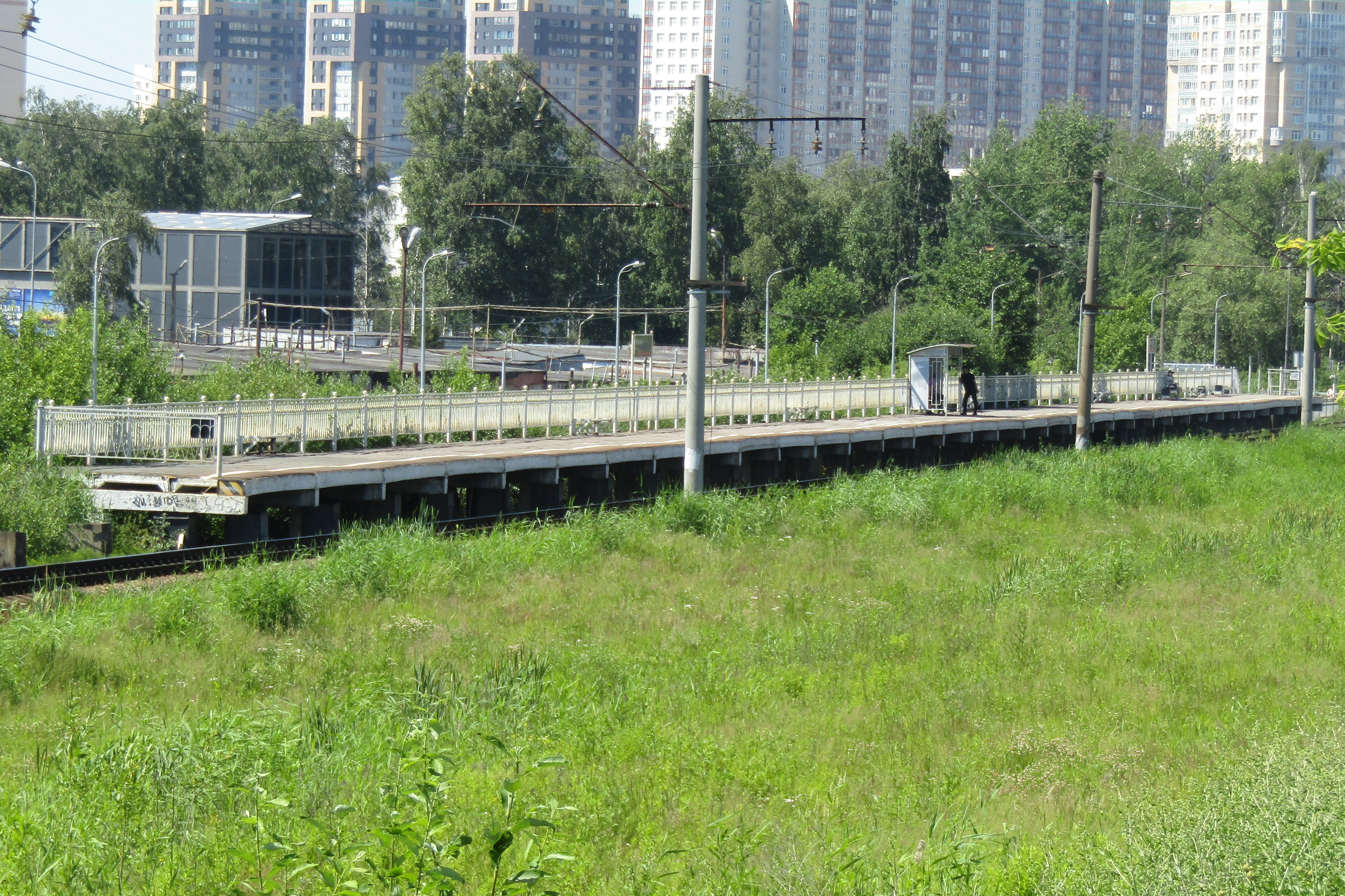
Платформа в 2022 году
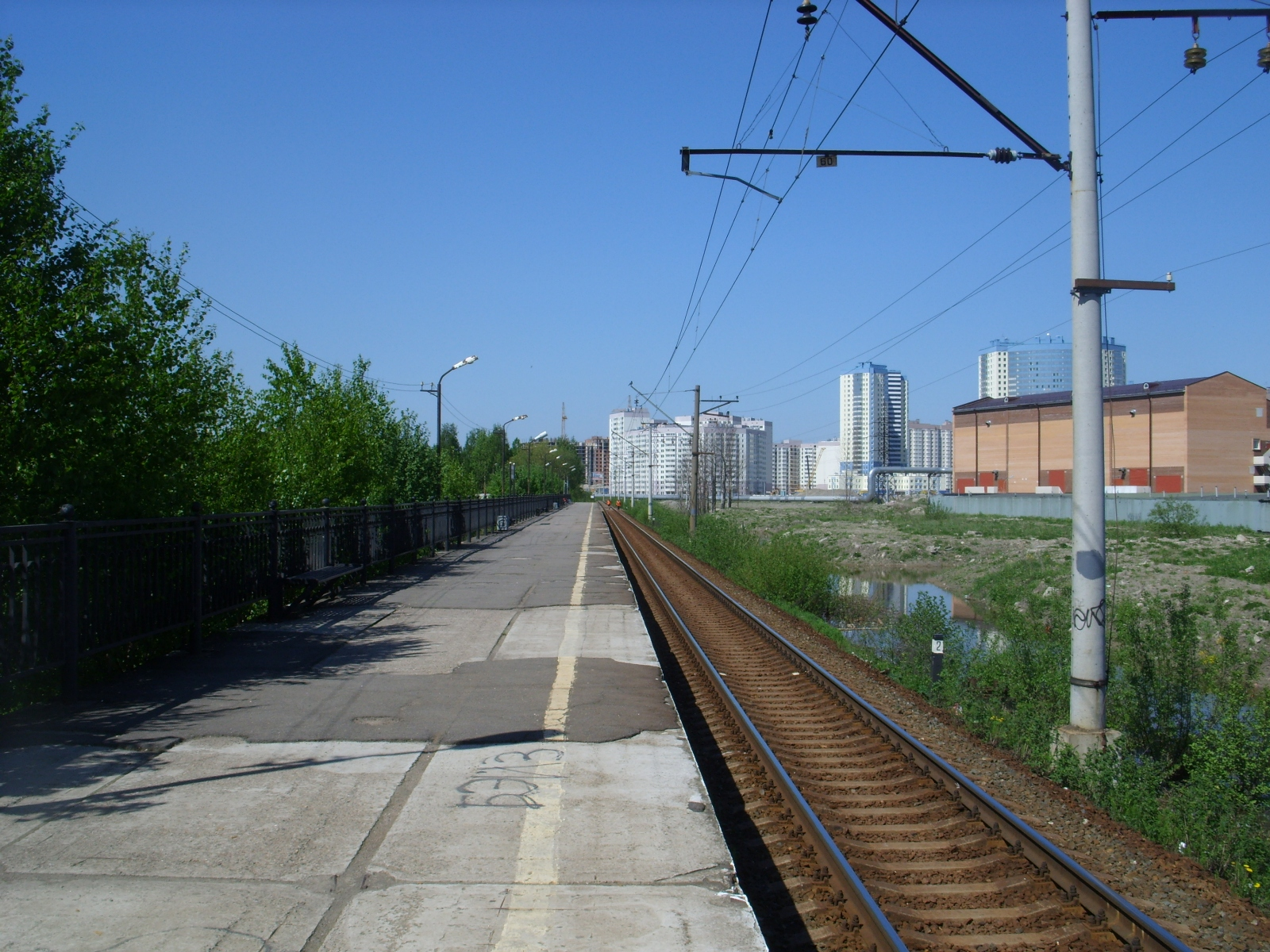
Вид в сторону Сестрорецка